# ولا تصدق (ألبوم)
ولاتصدق ألبوم غنائي للفنانة السورية أصالة نصري، تم إصداره عام 1993.

## قائمة الأغاني
- احنا بنستناك  - 4:55
- الا أنت - 6:31
- بالأصول - 4:21
- زي الحلم - 6:31
- مش معقولة - 6:10
- وأنت معايا - عود  - 1:17
- ولاتصدق  - 4:46
- اسمع صدى صوتك  - 10:08